# كتلة حزب الشعب الأوروبي
كتلة حزب الشعب الأوروبي (الديمقراطيون المسيحيون) (بالإنجليزية: European People's Party group) تُختصر EPP (بالفرنسية: Groupe du Parti populaire européen) تُختصر PPE؛ هي كتلة سياسية في البرلمان الأوروبي تتألف من أعضاء الأحزاب الأعضاء في حزب الشعب الأوروبي (EPP) والأحزاب الوطنية الأخرى غير المنتسبة والنواب المستقلين. في هذا الصدد هناك تمييز بين حزب الشعب الأوروبي نفسه (حزب على المستوى الأوروبي للأحزاب السياسية الوطنية من يمين الوسط من جميع أنحاء أوروبا) وبين كتلة EPP في البرلمان الأوروبي، والتي لا تقتصر على نواب الأحزاب المنضوية تحت مظلة حزب الشعب الأوروبي. يتكون حزب الشعب الأوروبي في الغالب من السياسيين ذوي التوجه المسيحي الديمقراطي والمحافظ والمحافظ الليبرالي.
تم تأسيس حزب الشعب الأوروبي رسميًا كحزب سياسي أوروبي في عام 1976. ومع ذلك فإن كتلة حزب الشعب الأوروبي في البرلمان الأوروبي موجودة بشكل أو بآخر منذ يونيو 1953، من أيام الجمعية المشتركة للجماعة الأوروبية للفحم والصلب، إنها واحدة من أقدم الكتل السياسية على المستوى الأوروبي. حجمها أعطاها نفوذا في جميع مؤسسات الاتحاد الأوروبي. لقد كانت أكبر مجموعة سياسية في البرلمان الأوروبي منذ عام 1999. في المجلس الأوروبي ينتمي 9 من أصل 28 رئيس دولة وحكومة إلى عائلة EPP وفي المفوضية الأوروبية ينتمي 13 من أصل 27 مفوضًا إلى حزب EPP.